# Play-Action
Unter Play-Action (oder auch Play-Action-Pass) versteht man einen Spielzug im American Football, bei dem die angreifende Mannschaft zunächst ein Laufspiel antäuscht, dann aber tatsächlich einen Pass ausführt. Play-Action gehört zu den Fake-Spielzügen.
Beim typischen Ablauf eines Play-Action läuft der Quarterback nach dem Snap mit dem Ball dem Runningback entgegen und täuscht eine Ballübergabe an. Bei der vermeintlichen Übergabe zieht er jedoch den Ball zurück und versteckt ihn so hinter seinem Körper, dass ihn die gegnerischen Defense nicht sieht. Der Runningback läuft vorwärts, als hätte er einen Ball in den Armen und wolle Yards gutmachen. Die Offensive Line verhält sich wie bei einem Laufspiel und auch die Wide-Receiver arbeiten zunächst als Blocker, um den fiktiven Lauf zu unterstützen. Die gegnerische Defense soll damit gelockt werden. Das heißt, sie soll dazu verleitet werden, auf den Runningback, den vermeintlichen Ballträger, zu gehen und so den tiefen Bereich des Feldes preiszugeben. Die Wide Receiver lassen sich bei der Blockarbeit absichtlich von ihrem Verteidiger schlagen, um dann hinter ihm in die freigewordenen Räume zu laufen. Der Quarterback gibt entsprechend das Versteck auf und bedient einen Wide-Receiver.